# Drepanonema ophicephalum
Drepanonema ophicephalum är en rundmaskart som först beskrevs av Claparede 1863.  Drepanonema ophicephalum ingår i släktet Drepanonema och familjen Draconematidae. Inga underarter finns listade i Catalogue of Life.